# Gérard II de Gueldre
Pour les articles homonymes, voir Gérard II.
 (juillet 2024).
Si vous disposez d'ouvrages ou d'articles de référence ou si vous connaissez des sites web de qualité traitant du thème abordé ici, merci de compléter l'article en donnant les références utiles à sa vérifiabilité et en les liant à la section « Notes et références ».
Gérard II de Gueldre, dit « le Long », mort en 1131, fut comte de Gueldre de 1129 à 1131. Il était fils de Gérard Ier de Gueldre et de Clémence d'Aquitaine.
Il n'est pas certain qu'il ait été comte de Gueldre à part entière, plutôt que comte associé à son père, les dates de décès des deux Gérard étant incertaines.
Son mariage avec l'héritière de Zutphen lui apporta des terres à l'est d'IJssel, en Frise, en Westphalie et en Rhénanie. Il affirma cet héritage contre l'évêque de Munster, étant soutenu par le duc de Brabant.

## Mariages et enfants
Il épousa vers 1116 Ermengarde, comtesse de Zutphen, fille d'Otton II, comte de Zutphen, et eut :
- Henri Ier († 1182), comte de Gueldre et de Zutphen ;
- Adélaïde, mariée à Ekbert Ier de Tecklenburg (de), comte de Tecklenbourg ;
- Salomé († 1167), mariée à Henri Ier, comte de Wildeshausen.